# Atletismo nos Jogos Pan-Americanos de 1983 - Lançamento de dardo masculino
A prova do lançamento de dardo masculino nos Jogos Pan-Americanos de 1983 foi realizada em Havana, Cuba.

## Medalhistas
| Ouro                    | Prata                   | Bronze                       |
| Laslo Babits CAN Canadá | Ramón González CUB Cuba | Amado Morales PUR Porto Rico |

## Resultados
| Posição           | Nome               | Nacionalidade      | Marca | Notas |
| ----------------- | ------------------ | ------------------ | ----- | ----- |
| Medalha de ouro   | Laslo Babits       | CAN Canadá         | 81.40 |       |
| Medalha de prata  | Ramón González     | CUB Cuba           | 78.34 |       |
| Medalha de bronze | Amado Morales      | PUR Porto Rico     | 77.40 |       |
| 4                 | Reinaldo Patterson | CUB Cuba           | 77.00 |       |
| 5                 | Luis Palacios      | USA Estados Unidos | 76.62 |       |
| 6                 | José de Souza      | BRA Brasil         | 71.14 |       |
| 7                 | Phil Olsen         | CAN Canadá         | 68.84 |       |
| 8                 | José Simancas      | VEN Venezuela      | 66.42 |       |